# Rosanna Pansino
Rosanna Pansino (sinh ngày 8 tháng 6 năm 1985) là một thợ làm bánh, nữ diễn viên, tác giả và nhân vật YouTube người Mỹ. Cô được biết đến nhiều nhất qua series nấu ăn Nerdy Nummies, một trong những chương trình làm bánh nổi tiếng nhất trên YouTube. Cô cũng thủ vai Violet trong series hoạt hình trên YouTube Broken Quest và vai The Jet Setter trong series Escape the Night trên YouTube. Cô có tổ tiên là người Ý, Croatia, Đức và Ireland.

## Sự nghiệp

### Diễn xuất
Pansino ban đầu muốn theo đuổi sự nghiệp làm diễn viên. Cô từng đóng những vai diễn nhỏ trong các tập của Parks and Recreation và CSI: Crime Scene Investigation. Cô từng dự thi trong mùa 2 series Scream Queens (2008) của VH1, một series thực tế với giải thưởng là một vai diễn trong một trong loạt phim Saw. Cô đứng vị trí thứ 9 chung cuộc. Năm 2016, cô trở thành vai diễn khách mời trong series của Disney Channel Bizaardvark. Cô cũng xuất hiện trong video âm nhạc Dessert của Dawin hợp tác với Silento. Ban đầu cô chỉ đến với YouTube bán thời gian để tập làm quen trước máy quay, nhưng cuối cùng cô phải đưa ra sự lựa chọn giữa diễn xuất hoặc YouTube.

### YouTube
Pansino nói rằng niềm đam mê nấu ăn của cô được truyền cảm hứng từ bà mình. Cô bắt đầu kênh YouTube của mình sau khi được một vài người bạn là YouTuber chuyên nghiệp cổ vũ. Cô bắt đầu quay video trên YouTube để làm quen trước máy quay. Chương trình làm bánh của cô được bắt đầu sau khi một video của cô quay cảnh chuẩn bị đồ ăn tại một bữa tiệc được người xem yêu thích. Vì chưa từng thấy có chương trình nấu ăn nào theo chủ đề mọt sách trên truyền hình hay Internet, Pansino quyết định tự tạo cho riêng mình một chương trình như vậy. Pansino đã tải lên hơn 310 công thức bánh ngọt, bánh quy và cupcake các loại trong series Nerdy Nummies. Kênh của cô thu hút hơn 9,6 triệu lượt đăng ký và trung bình 75 triệu lượt xem một tháng.

### Nerdy Nummies
Nerdy Nummies là chương trình làm bánh của Pansino trên YouTube. Mỗi tập trong chương trình là hướng dẫn cách làm bánh theo chủ đề mọt sách và thường có sự xuất hiện của các nhân vật YouTube nổi tiếng khác như Michelle Phan, Bethany Mota, Lindsey Stirling, Grace Helbig, Rhett và Link từ Good Mythical Morning, Smosh, Hannah Hart, Cassey Ho, iJustine, Jordan Maron, Markiplier, MatPat, Kaelem, Alx James, Random Encounters, Lilly Singh, Phil Lester, Dan Howell, Strawburry17, Joey Graceffa, Shane Dawson, Jimmy Wong, Freddie Wong, ParkerGames, Jacksepticeye, Miss Piggy và Swedish Chef từ Muppets Most Wanted và Cookie Monster từ Sesame Street cùng với nhà sáng lập video game Shigeru Miyamoto, nhà vật lý thiên văn Neil DeGrasse Tyson, diễn viên Madison Iseman và nhà khoa học trên YouTube Grant Thompson. Các sản phẩm trong Nerdy Nummies hầu như lấy chủ đề từ các nhân vật và hình tượng từ các video game, chương trình truyền hình, anime/manga, các cuốn sách và phim ảnh.
Pansino cũng viết cuốn sách The Nerdy Nummies Cookbook, phát hành ngày 3 tháng 11 năm 2015. Cuốn sách bao gồm một số công thức được chọn lọc từ chương trình Nerdy Nummies trên YouTube của cô. Tuy nhiên, một số công thức này đã được làm lại và hai phần ba cuốn sách là các công thức chưa từng xuất hiện trên chương trình.
Cuốn sách được chia làm 6 chương và một số công thức có hình ảnh chi tiết từng bước một cùng với mã vạch có chứa khuôn bánh mẫu. The Nerdy Nummies Cookbook đã được giới thiệu trên danh sách các cuốn sách bán chạy nhất của New York Times vào ngày 22 tháng 11 năm 2015. Pansino cũng cho ra mắt dòng sản phẩm dụng cụ làm bánh của riêng cô vào tháng 8 năm 2017, và nhanh chóng trở thành sản phẩm bán chạy.

## Giải thưởng và đề cử
| Năm  | Giải             | Hạng mục                              | Kết quả   | Tham khảo |
| ---- | ---------------- | ------------------------------------- | --------- | --------- |
| 2013 | Giải Shorty      | Nấu ăn                                | Đoạt giải | [ 16 ]    |
| 2014 | Giải Streamy     | Chương trình của năm (Nerdy Nummies)  | Đề cử     | [ 17 ]    |
| 2015 | Giải Streamy     | Nấu ăn (Nerdy Nummies)                | Đề cử     | [ 18 ]    |
| 2015 | The Taste Awards | Kikkoman Breakout Foodies of the Year | Đoạt giải | [ 19 ]    |